# 塔納楞站
塔納楞站，又名塔納棱站、塔那廊站、東坡西站，是老撾永珍首都市哈賽豐縣東坡西村（ບ້ານດົງໂພສີ）一座鐵路車站，位於老撾首都永珍以東20（12英里）、湄公河（老撾和泰國的界河）以北4（2.5英里）。本站於2009年3月5日通車，是老撾第一座鐵路站，原由老撾國家鐵路公司管理，曾是泰國國家鐵路東北線的終點站，後於2024年停办客运业务，由坎萨瓦站取代。
本站附近另設有一個貨場，該貨場在2017年完成，為老撾和泰國的物流業者提供低成本鐵路貨運服務，并连接中老铁路万象南站，向南可通达泰國、馬來西亞和新加坡等東南亞國家及部分主要港口；向北则可经中老铁路接入中国铁路网。

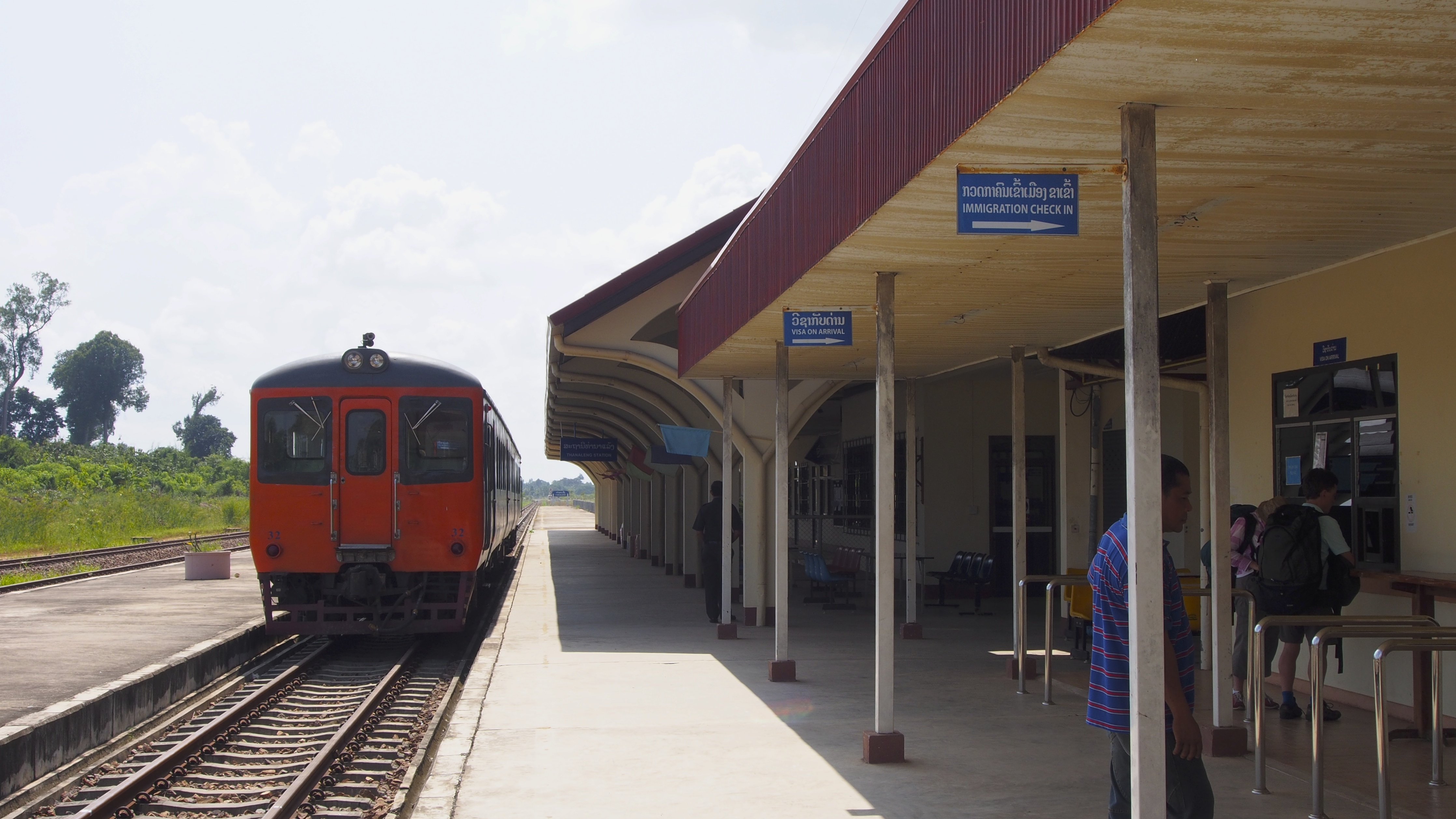
塔納楞站月台

## 歷史
泰國和老撾政府在2004年3月20日簽訂協議，把泰國國家鐵路局的東北線從泰國廊開府延伸到位於湄公河對岸的老撾城鎮塔納楞。這條路線估計成本為620萬美元，其中70%為泰國政府根據協議提供的貸款。鐵路延線在2007年1月19日正式動工，至2008年7月4日開始試車。並於2009年3月5日正式通車。直至2021年，塔納楞站仍然是唯一一座位於老撾的泰國國鐵車站。
2006年2月22日，泰國、法國和老撾簽訂協議，決定把鐵路線從塔納楞延伸到永珍。延長線全長9（5.6英里），連接塔納楞站和永珍市賽色塔縣坎萨瓦村（距離塔鑾4（2.5英里））。按照原定計劃，工程將於2010年12月動工，預計耗時三年完成，連同進行可行性研究的成本，估計需耗資1320萬美元。法國開發署本已同意撥款資助，傳媒也報導稱泰國政府同意為工程提供5000萬美元低息貸款。
然而，老撾和泰國的官員在2010年11月確定取消上述計劃，並以中華人民共和國政府和泰國民主黨政府支持的高鐵項目取代。中、泰兩國擬建的高速鐵路起自廊開府，途經老撾，最終到達中國雲南省昆明市；施工項目包括一座位於永珍市附近的湄公河大橋。老撾官員檢討原來的鐵路擴展計劃後，決定把塔納楞站改建成鐵路貨運站，將來貨物列車可以從本站經泰友誼大橋抵達曼谷，這樣做的成本會比公路貨運低。
2011年泰國為泰黨上台後，決定暫時擱置老撾段高鐵項目，但在2013年9月與老撾政府簽訂協議，開展老撾鐵路第二期工程。第一階段項目為塔納楞貨運站，已於2017年完工。第二階段項目為塔納楞－永珍延長線，全長7.5公里，造價超過9億9400萬泰銖，內容是把東北線延長到坎萨瓦站，該站於2024年7月20日啟用後，塔纳楞站停办客运业务，货运站則繼續運作。

## 設施

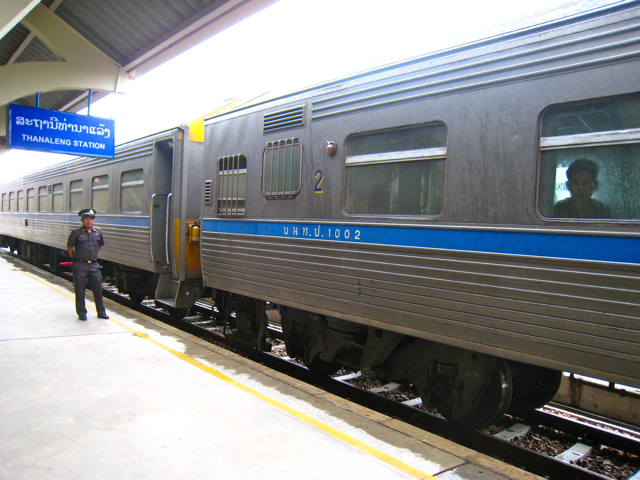
一列在塔納楞站停靠的列車

### 客運站
塔納楞站位於永珍東南方的東坡西村，該地區較為偏僻，到站旅客必須自行安排交通工具進入永珍，或者乘坐可能停在站外等待旅客的嘟嘟車和巴士。2011年，塔納楞站開設轉車櫃檯，乘客在此繳付劃一車費後，可乘坐嘟嘟車或多功能休旅車前往永珍。
塔納楞站設有老撾的出入境口岸，遊客可在此處辦理落地簽證和繳交出入境費用。
2013年，廊開－塔納楞鐵路線全年客流量達到32,000人次，而在2014年頭兩個月，則有6,000人次乘搭該鐵路線；大部分鐵路乘客都是外國人，由於交通不便，使用本站的老撾乘客並不多。一列列車分為兩節車廂，一節車廂最多可以接載80名乘客。乘客可在此站購買前往曼谷的車票；但乘車途中必須在廊開下車，以辦理泰國的出入境手續和清關手續。

### 貨運站
塔納楞貨運站佔地38,000平方米，由泰國援建，建設目的是促進老、泰兩國的經貿合作。項目於2013年9月動工，合共耗資6億5600萬泰銖（30%為撥款，70%為低息貸款），至2017年3月完工。塔納楞貨運站設有貨倉、行政樓等附屬設施，並通過鐵路延長線連接塔納楞站新建的側線。2019年，塔納楞貨運站和廊開站之間首次開行國際貨運班列。2021年磨萬鐵路通車後，泰國國家鐵路局計劃逐步增加泰、老貨運班列的開行趟數，並於塔納楞站增建集裝箱貨場，使中、老、泰鐵路實現聯運。2022年7月1日，位于本站附近的中老鐵路万象南站換裝場正式建成投用，换装场连接准轨万象南站和米轨塔納楞站，实现泰国铁路和中国铁路网乃至中欧班列互通。
塔納楞陸港和永珍物流園是老撾為了成為「陸聯國」而興建的公、鐵路綜合物流設施，位於塔納楞站和泰寮友誼大橋旁邊，佔地382公頃，於2020年12月動工，至2021年12月4日啟用。物流園由老撾投資者經營，其他設施預計將在2023年完成。老撾和泰國的物流業者可在陸港完成清關手續，然後經公路或鐵路把貨物運送到區內的目的地。除了磨萬鐵路，陸港還將連接擬建的淎盎－姥夏鐵路，經越南河靜省山陽-淎盎港連接俄羅斯和其他東亞、東南亞國家。政府預期陸港啟用後，將降低貨運成本，有助於吸納外資，提高老撾的貿易競爭力。

## 外部連結
- 泰國泰鐵路 （页面存档备份，存于）——Railway-technology.com.

影片
- 橫過第一條（泰老）友誼大橋的列車 （页面存档备份，存于）
- 塔納楞站 （页面存档备份，存于）
- 廊開開往塔納楞的列車 （页面存档备份，存于）